# Хронология Гражданской войны в США
Хронология Гражданской войны в США включает в себя список событий и сражений, произошедших во время Гражданской войны в США в 1861—1865 годах.

## 1860 год

### ноябрь
- 6 ноября — Президентские выборы в США. Новым президентом назначается Авраам Линкольн

### декабрь
- 20 декабря — сецессия Южной Каролины
- 26 декабря — федеральная армия занимает форт Самтер

## 1861 год

### январь
- 9 января — Сецессия Миссисипи
- 10 января — Сецессия Флориды
- 11 января — Сецессия Алабамы
- 19 января — Сецессия Джорджии
- 26 января — Сецессия Луизианы

### февраль
- 4 февраля — открытие первой сессии Временного Конгресса Конфедерации, образование Конфедеративных Штатов Америки
- 22 февраля — инаугурация президента Конфедерации Джефферсона Дэвиса

### март
- 1 марта — Сецессия Техаса
- 2 марта — Техас вступает в состав Конфедерации
- 4 марта — инаугурация президента Линкольна; утвержден Флаг Конфедеративных Штатов Америки.
- 11 марта — принята Конституция Конфедеративных Штатов Америки

### апрель
- 12—13 апреля — Сражение за форт Самтер
- 15 апреля — опубликована прокламация Линкольна о наборе 75 000 добровольцев, которая стала формальным объявлением войны Югу.
- 17 апреля — Сецессия Виргинии
- 20 апреля — эвакуация федеральной военно-морской базы в Норфолке
- 27 апреля — Западная Виргиния отделяется от Виргинии

### май
- 6 мая — Сецессия Арканзаса
- 7 мая — сецессия Теннесси
- 20 мая — сецессия Северной Каролины
- 24 мая — оккупация Александрии федеральной армией

### июнь
- 1 июня — Бой при Фэрфакс-Кортхаусе
- 3 июня — Сражение при Филиппи
- 10 июня — Сражение при Биг-Бетель
- 17 июня — Сражение при Вьенне

### июль
- 11 июля — Сражение при Рич-Маунтин
- 18 июля — Сражение при Блэкбернс-Форд
- 21 июля — Первое сражение при Булл-Ран
- 25 июля — Резолюция Криттендена-Джонсона

### август
- 10 августа — Сражение при Уилсонс-Крик

### сентябрь
- 3 сентября — вторжение корпуса Леонидаса Полка в Кентукки

### октябрь
- 9 октября — Сражение на острове Санта-Роза
- 21 октября — Сражение при Бэллс-Блафф
- 28 октября — сецессия штата Миссури

### ноябрь
- 1 ноября — Джордж Макклелан назначается командующим федеральной армией
- 3—7 ноября — Сражение при Порт-Рояль
- 4 ноября — Томас Джексон принимает командование войсками в долине Шенандоа
- 7 ноября — Сражение при Бельмонте
- 28 ноября — вступление Миссури в Конфедерацию

### декабрь
- 28 декабря — Сражение при Сакраменто.

## 1862 год

### январь
- 1 января - Начало Ромнийской экспедиции генерала Джексона
- 3 января - Экспедиция в Ромни; Джексон занимает город Бат.
- 14 января - Джексон занимает Ромни
- 30 января — спущен на воду первый броненосец США — «USS Monitor»

### февраль
- 1 февраля — впервые опубликован Боевой гимн Республики
- 6 февраля — Сражение за форт Генри
- 7—8 февраля — Сражение при Роанок-Айленд
- 10 февраля — Сражение при Элизабет-Сити
- 11—16 февраля — Сражение за форт Донелсон
- 20—21 февраля — Сражение при Вальверде

### март
- 6—8 марта — Сражение при Пи-Ридже; начало сражения за остров № 10
- 8—9 марта — Битва на рейде Хэмптон-Роудс
- 12 марта — федеральная армия Бэнкса вступает в Винчестер
- 13 марта — Сформированы первые 4 корпуса Потомакской армии
- 14 марта — Сражение при Нью-Берне
- 23 марта — Первое сражение при Кернстауне; 23 марта — 26 апреля — Осада форта Макон
- 26—28 марта — Сражение в ущелье Глориетта

### апрель
- 5 апреля — 4 мая — Сражение при Йорктауне
- 6—7 апреля — Сражение при Шайло
- 10—11 апреля — Битва за форт Пуласки
- 16 апреля — на Юге принят закон о всеобщей воинской обязанности
- 19 апреля — Сражение при Саус-Майлз
- 29 апреля — 30 мая — Осада Коринфа

### май
- 1 мая — начало эвакуации Норфолка
- 5 мая — Сражение при Уильямсберге
- 7 мая — Сражение при Элтамс-Лендинг
- 8 мая — Сражение при Макдауэлле
- 11 мая — командой затоплен броненосец Конфедерации "CSS Virginia"
- 23 мая — Сражение при Фронт-Ройале
- 25 мая — Первое сражение при Винчестере
- 27 мая — Сражение при Хановер-Кортхаус
- 31 мая — 1 июня — Сражение при Севен-Пайнс

### июнь
- 9 июня — Сражение при Порт-Репаблик
- 12—15 июня — Первый рейд Стюарта вокруг Макклелана
- 18 июня — Сражение при Камберленд-Гэп, федеральная армия занимает Камберлендское ущелье.
- 25 июня — 1 июля — Семидневная битва
- 26 июня — формирование Вирджинской армии; Сражение на реке Бивер-Дам-Крик
- 27 июня — Сражение при Геинс-Милл
- 30 июня — сражение при Глендейле

### июль
1 июля - Сражение у Малверн-Хилла

### август
- 5 августа — Сражение при Батон-Руже
- 6 августа — затопление броненосца Конфедерации «CSS Arkansas»
- 9 августа — Сражение у Кедровой горы
- 12-18 августа — Сражение при Корпус-Кристи
- 25-27 августа — Рейд на станцию Манассас
- 27 августа — Сражение при Кэттл-Ран
- 28—30 августа — Второе сражение при Булл-Ран
- 29—30 августа — Сражение при Ричмонде

### сентябрь
- 1 сентября — Сражение при Шантильи; 1 −13 сентября — Осада Цинциннати
- 4 сентября — вступление Северовирджинской армии в Мэриленд, начало Мэрилендской кампании
- 12—15 сентября — Сражение при Харперс-Ферри
- 13 сентября — обнаружение Приказа 191
- 14 сентября — Сражение у Южной Горы, Сражение за ущелье Крэмптона
- 17 сентября — Сражение при Энтитеме
- 19—20 сентября — Сражение при Шепардстауне
- 22 сентября — Прокламация об освобождении рабов

### октябрь
- 3 октября — Второе сражение при Коринфе
- 4 октября — Сражение в Галверстонской гавани
- 8 октября — Сражение при Перревилле
- 10—12 октября — Второй рейд Стюарта вокруг Макклелана
- 24 октября — формирование Камберлендской армии

### ноябрь
- 7 ноября — Макклелан получает приказ об отстранении от командования
- 15 ноября — Выступление армии Бернсайда из Уоррентона к Фалмуту, начало Фредериксбергской кампании.
- 20 ноября — Миссисипская армия переименована в Теннессийскую армию

### декабрь
- 7 декабря — Сражение при Хартсвилле
- 11—15 декабря — Битва при Фредериксберге
- 17 декабря — Грант издает "Order No. 11", приказ об изгнании евреев из Теннесси, Миссисипи и Кентукки
- 26—29 декабря — Сражение на протоке Чикасоу
- 31 декабря — 2 января — Сражение при Стоун-Ривер

## 1863 год

### январь
- 11 января — Сражение при Арканзас-Пост
- 20—22 января — «Грязевой марш» Бернсайда
- 26 января — отстранение Бернсайда, назначение Джозефа Хукера командующим Потомакской армией

### март
- 3 марта — на Севере принят закон о всеобщей воинской обязанности
- 17 марта — Сражение при Келли-Форд

### апрель
- 11 апреля — 4 мая — Осада Саффолка
- 30 апреля — 5 мая — Сражение при Чанселорсвилле

### май
- 1 мая — Сражение при Порт-Гибсон
- 3 мая — Второе сражение при Фредериксберге, Сражение при Салем-Чеч
- 4 мая — Сражение при Бэнкс-Форд
- 12 мая — Сражение при Раймонде
- 14 мая — Сражение при Джексоне
- 16 мая — Сражение при Чемпион-Хилл
- 17 мая — Сражение при Биг-Блэк-Ривер-Бридж
- 18 мая — начало осады Виксберга

### июнь
- 3 июня — начало Гетисбергской кампании
- 9 июня — Битва у станции Бренди
- 11 июня — 26 июля — Рейд Моргана
- 13—15 июня — Второе сражение при Винчестере
- 17 июня — Сражение при Элди
- 21 июня — Сражение при Аппервиле
- 22 июня — Юэлл получает приказ войти в Пенсильванию
- 25 июня — начался рейд Стюарта; генерал Ли переходит Потомак
- 28 июня — отставка Хукера. Назначение Мида командиром Потомакской армии. Шпион Харрисон прибывает в штаб Лонгстрита
- 30 июня — Сражение при Гановере

### июль
- 1 июля — Битва при Геттисберге, Первый день битвы при Геттисберге
- 2 июля — Геттисберг: Сражение за персиковый сад, Сражение за Литл-Раунд-Топ
- 3 июля — Атака Пикетта, Атака Килпатрика под Геттисбергом, Сражение при Фэрфилде
- 4 июля — падение Виксберга, завершение осады Виксберга; Сражение при Хелене
- 4—5 июля — Сражение в Монтерейском ущелье
- 9 июля — Сражение при Коридоне (Рейд Моргана)
- 11—16 июля — Бунты в Нью-Йорке из-за призыва
- 18 июля — Второе сражение за форт Вагнер
- 23 июля — Сражение при Манассас-Гэп
- 26 июля — Сражение при Саленевилле (Рейд Моргана)

### сентябрь
- 7 сентября — армия Брэгга оставляет Чаттанугу
- 19—20 сентября — Битва при Чикамоге
- 29 сентября — прибытие эскадры адмирала Лесовского в Нью-Йорк

### октябрь
- 14 октября — Второе сражение при Оберне, Сражение при Бристо-Стейшен

### ноябрь
- 7 ноября — Второе сражение у Раппаханок-Стейшн
- 24—26 ноября — Битва при Чаттануге
- 27 ноября — бой у Пейнс-Фарм (Сражение при Майн-Ран)
- 29 ноября — Сражение при Форт-Сандерс

### декабрь
- 14 декабря — Сражение при Бинс-Стейшен

## 1864 год

### февраль
- 6 февраля — Сражение при Мортонс-Форд
- 20 февраля — Сражение при Оласти
- 22 февраля — Сражение при Околоне

### март
- 1 марта — Улисс Грант назначен главнокомандующим федеральными армиями.
- 14 марта — Сражение за форт Де Русси
- 23 марта — Военный департамент издал генеральный приказ № 115 о реорганизации Потомакской армии, согласно которому были расформированы I и III корпуса.
- 25 марта — Сражение при Падуке

### апрель
- 8 апреля — Сражение при Мансфилде
- 9 апреля — Сражение при Плезант-Хилл
- 12 апреля — Сражение при Форт-Пиллоу

### май
- 4 мая — переход Потомакской армии через Рапидан, начало Оверлендской кампании
- 5—7 мая — Битва в Глуши
- 8—21 мая — Битва при Спотсильвейни
- 11 мая — Сражение при Йеллоу-Таверн, гибель Джеба Стюарта
- 13—15 мая — Сражение при Ресаке
- 23—26 мая — Сражение на Норт-Анне
- 25-26 мая — Сражение при Нью-Хоуп-Чёрч
- 28—30 мая — Сражение на Тотопотоми-Крик
- 30 мая — Сражение при Олд-Чёрч
- 31 мая — 12 июня — Сражение при Колд-Харбор

### июнь
- 9 июня — Первое сражение при Питерсберге, начало осады Питерсберга
- 10 июня — Сражение при Брайс-Кроссроудс
- 11—12 июня — Битва при станции Тревильян
- 15—18 июня — Второе сражение при Питерсберге
- 19 июня — Сражение при Шербуре, гибель шлюпа CSS Alabama
- 27 июня — Сражение у горы Кеннесо

### июль
- 9 июля — Сражение на Монокаси
- 11—12 июля — Сражение при Форт-Стивенс
- 17 июля — приказ об отставке Джозефа Джонстона с поста командира Теннессийской армии.
- 22 июля —  Сражение на Пичтри-Крик
- 22 июля — Сражение при Атланте
- 24 июля — Второе сражение при Кернстауне
- 28 июля — Сражение при Эзра-Чёрч
- 30 июля — Бой у Воронки

### август
- 5 августа — Сражение в заливе Мобил
- 31 августа — 1 сентября — Сражение при Джонсборо

### сентябрь
- 27 сентября — Сражение при Марианне
- 29—30 сентября — Сражение у Чаффинс-Фарм

### октябрь
- 5 октября — Сражение при Аллатуне
- 19 октября — Сражение на Кедровом Ручье
- 23 октября — Битва при Вестпорте

### ноябрь
- 8 ноября — Президентские выборы в США. Авраам Линкольн переизбран на второй срок
- 29 ноября — Сражение при Спринг-Филд
- 30 ноября — Сражение при Франклине

### декабрь
- 15—16 декабря — Битва при Нэшвилле

## 1865 год

### январь
- 13—15 января — Второе сражение за форт Фишер

### февраль
- 11—22 февраля — Сражение при Вильмингтоне
- 17—18 февраля — Падение Колумбии

### март
- 19—21 марта — Сражение при Бентонвилле
- 25 марта — Сражение за форт Стэдман

### апрель
- 1 апреля — Битва при Файв-Фокс
- 2 апреля — Третье сражение при Питерсберге, завершение осады Питерсберга
- 6 апреля — Сражение при Сайлерс-Крик
- 6-7 апреля — Сражение при Хай-Бридж
- 9 апреля — Сражение при Аппоматтоксе; Капитуляция Северовирджинской армии
- 13 апреля — эвакуация Роли
- 14 апреля — убийство Линкольна
- 16 апреля — Сражение при Коламбусе
- 26 апреля — капитуляция армии Джозефа Джонстона при Беннет-Фарм

### май
- 5 мая — роспуск правительства Конфедерации
- 10 мая — арест Джефферсона Дэвиса в Ирвинвилле
- 12—13 мая — Сражение у ранчо Пальмито
- 29 мая — прокламация об амнистии жителям Конфедерации

### июнь
- 2 июня — капитуляция отрядов Эдмунда Кирби Смита
- 23 июня — капитуляция Стэнда Уэйти